# Lina Krhlikar
Lina Krhlikar (* 29. Juni 1989 in Ljubljana) ist eine ehemalige slowenische Handballspielerin, die für die slowenische Nationalmannschaft auflief.

## Karriere
Lina Krhlikar spielte von 2006 bis 2008 in ihrer Geburtsstadt bei RK Krim Ljubljana. Anschließend lief sie eine Saison für den slowenischen Erstligisten RK Celeia Žalec auf. Ab 2009 stand die Kreisspielerin für zwei Jahre beim spanischen Erstligisten BM Remudas unter Vertrag. Daraufhin wechselte Krhlikar nach Frankreich, wo sie jeweils für eine Spielzeit für Handball Cercle Nîmes, Cercle Dijon Bourgogne und HBC Celles-sur-Belle auflief. Im Sommer 2014 schloss sie sich dem deutschen Bundesligisten Vulkan-Ladies Koblenz/Weibern an. Im Januar 2015 wechselte die Rechtshänderin zum Ligakonkurrenten Frisch Auf Göppingen. Mit Göppingen trat sie 2021 den Gang in die Zweitklassigkeit an. Nach der Saison 2021/22 beendete sie ihre Profikarriere. Krhlikar schloss sich anschließend dem Oberligisten TSV Heiningen 1892 an, für den sie bis zum Saisonende 2022/23 auflief.
Krhlikar gehörte dem Kader der slowenischen Nationalmannschaft an.